# Guillermo Verdecchia
Guillermo Verdecchia (* 7. Dezember 1962 in Buenos Aires, Argentinien) ist ein kanadischer Theaterschriftsteller und -schauspieler.
Verdecchia wurde in Buenos Aires geboren und kam im Alter von zwei Jahren nach Kanada. Er erhielt einen Abschluss in Theaterwissenschaften an der Ryerson University in Toronto, und einen Master in English and Theatre Studies der University of Guelph in Ontario.
Verdecchias Stück Fronteras Americanas wurde mit dem Governor General’s Award for Fiction ausgezeichnet. Zudem gewann er viermal den Floyd S. Chalmers Canadian Play Award sowie verschiedene andere Preise als Schauspieler und Autor.
Verdecchia hat an der Algoma University gelehrt, war writer-in-residence der Memorial University of Newfoundland, der University of Guelph, und der Ca’ Foscari in Venedig. Im Sommer 2014 unterrichtete er als Picador Gastprofessor an der Universität Leipzig.

## Werke

### Theaterstücke
- Lions in Verona, 1980
- Not Another Banana Republic, 1987
- i.d., 1989
- Final Decisions (WAR), 1990 (herausgegeben als Another Country, 2007)
- The Noam Chomsky Lectures, 1990 mit Daniel Brooks
- Fronteras Americanas, 1993
- A Line in the Sand, 1995 mit Marcus Youssef
- The Terrible but Incomplete Journals of John D, 1996
- Insomnia, 1998 mit Daniel Brooks
- Ali & Ali and the Axes of Evil, 2004 mit Camyar Chai und Marcus Youssef
- bloom, 2006
- Ali and Ali: The Deportation Hearings, 2010 mit Marcus Youssef und Camyar Chai
- The Art of Building a Bunker, 2013 mit Adam Lazarus
- Flashing Lights, 2017 mit dem Flashing Lights Collective

### Kurzgeschichtensammlung
- Citizen Suárez, 1998